# N-ブロモスクシンイミド
N-ブロモスクシンイミド（NBS、英：N-Bromosuccinimide）は有機化学においてラジカル置換、求電子付加反応に用いられる化学物質である。NBSは臭素源として重宝される。アセトン、THF、DMF、DMSO、アセトニトリルに可溶であり、水や酢酸に溶けにくい。ジエチルエーテル、ヘキサン、四塩化炭素には不溶である。

## N-ブロモスクシンイミドの反応

### アルケンの臭素化
NBSは水中でアルケンである 1 と反応し、ブロモヒドリン 2 を生成する。より良い反応条件としてはDMSO、DME（ジメトキシエタン）、THF、tert-ブタノール等の50%アルケン水溶液を 0 ℃に冷却し、NBSを少しずつ加えるというものである。臭素イオンの生成と、続く水による迅速な攻撃はマルコフニコフ則に強く従い、アンチ型の立体選択性を与える。
副反応でα-ブロモケトン、およびジブロモ体が生成する。この副反応はNBSを使用直前に再結晶することにより最小限に抑えられる。
水の代わりに求核性の試薬を加えることにより、官能基を2つ持つアルカンを合成することができる。

### アリル位・ベンジル位の臭素化
NBSを用いたアリル位、ベンジル位のブロモ化においてよく用いられる反応条件としては、NBSを無水四塩化炭素に溶解した溶液をラジカル開始剤（アゾビスイソブチロニトリル (AIBN)、過酸化ベンゾイル (BPO) 等）と共に還流するか、光照射する、もしくはその両方を併用することが必要である。これはウォール・チーグラー反応とも呼ばれている。
水が存在すると目的化合物が加水分解されたような化合物が生成するため、四塩化炭素は反応の間無水状態でなければならない。水および臭化水素を捕捉して除去するため、しばしば炭酸バリウムが加えられる。

### カルボニル誘導体のブロモ化
NBSはラジカル反応もしくは酸触媒反応によりカルボニル誘導体のα位をブロモ化する。例えば、塩化ヘキサノイル 1 のα位は酸触媒のもと、NBSによりブロモ化される。
エノラートやエノールエーテル、エノールアセテートとNBSの反応は副生成物が少なく収率が高いため、α-ブロモ化反応としては好まれる。

### 芳香族誘導体のブロモ化
フェノール、アニリン、様々な芳香族複素環式化合物といった電子豊富な芳香族化合物はNBSによりブロモ化される。DMFを溶媒とすると高いパラ位選択性が得られ、二硫化炭素を溶媒とするとオルト位選択的である。

### ホフマン転位
NBSはDBU等の強塩基の存在下で1級アミドと反応しホフマン転位によりカルバメートを生成する。

### アルコールの選択的酸化
めったに見られないが、NBSはアルコールの酸化にも利用可能である。イライアス・コーリーらは、水とDMEの混合溶媒に溶解させたNBSが1級アルコールの共存下でも2級アルコールのみを選択的に酸化できることを発見した。

## NBSの生成
よく撹拌したスクシンイミドの氷冷溶液を水酸化ナトリウム中へ加え、その後臭素を加える。生成物であるNBSは沈殿し、ろ過でろ取することができる。NBSの精製には水からの再結晶が用いられる。ウォール・チーグラー反応においては未精製のNBSを用いるほうが良い収率を与える。

## その他
NBSは簡便かつ安全な臭素源であるが、吸入することは避けるべきである。NBSは冷蔵庫で保管すべきである。NBSは時間と共に分解し臭素を発生させる。純粋なNBSは白色であるが、臭素により白色ではなく茶色がかった色をすることが多い。
一般的にNBSを伴う反応は発熱反応である。それゆえ大規模な反応に用いる際には十分な注意が必要である。